# Programmeringsparadigm
Ett programmeringsparadigm är en övergripande teori eller fundamentalt arbetssätt kring hur program bör organiseras och struktureras. Programmeringsparadigm är språkoberoende i bemärkelsen att paradigmet inte uttryckligen talar om språksyntax eller semantik, utan om övergripande begrepp och synsätt på program och programutveckling. Till skillnad från paradigm i vetenskapsfilosofiska sammanhang är det snarare regel än undantag att flera paradigm är aktiva och levande samtidigt. Man kan alltså inte i dessa sammanhang tala om paradigmskiften på samma sätt som inom vetenskapen.
De vanligaste programmeringsparadigmen är:
- Strukturerad programmering
- Objektorienterad programmering
- Logikprogrammering
- Funktionell programmering
- Procedurell programmering
- Aspektorienterad programmering
- Händelsestyrd (Concurrent) programmering.

Funktionell programmering och logikprogrammering kallas även deklarativ programmering. Objektorienterad och objektinriktad programmering är samma sak. En variant till kan vara jämnlöpande programmering. 